# Kortsnaveltinamoe
De kortsnaveltinamoe (Crypturellus parvirostris) is een vogel uit de familie tinamoes (Tinamidae). De wetenschappelijke naam van de soort is voor het eerst geldig gepubliceerd in 1827 door Wagler.

## Beschrijving
De kortsnaveltinamoe wordt ongeveer 22 cm groot. De rug is donkerbruin, de buik, nek en keel bruin of grijs. De poten zijn rood.

## Voedsel
De kortsnaveltinamoe eet vooral vruchten van de grond of lage struiken, maar ook bloemen, bladeren, wortels, zaden en ongewervelden.

## Voortplanting
Het mannetje paart met ongeveer vier vrouwtjes, die de eieren in een nest in dicht struikgewas leggen. Daarna broedt het mannetje de eieren uit en voedt hij de jongen op. Na 2-3 weken zijn de jongen volwassen.

## Voorkomen
De soort komt voor in het midden en oosten van Zuid-Amerika.

## Beschermingsstatus
Op de Rode Lijst van de IUCN heeft de soort de status niet bedreigd.